# Bouilh-Devant
Bouilh-Devant è un comune francese di 21 abitanti situato nel dipartimento degli Alti Pirenei nella regione dell'Occitania.

## Società

### Evoluzione demografica
Abitanti censiti